# PSMA7
PSMA7 (англ. Proteasome subunit alpha 7) – білок, який кодується однойменним геном, розташованим у людей на короткому плечі 20-ї хромосоми. Довжина поліпептидного ланцюга білка становить 248 амінокислот, а молекулярна маса — 27 887.
| 10         |  | 20         |  | 30         |  | 40         |  | 50         |
| ---------- |  | ---------- |  | ---------- |  | ---------- |  | ---------- |
| MSYDRAITVF |  | SPDGHLFQVE |  | YAQEAVKKGS |  | TAVGVRGRDI |  | VVLGVEKKSV |
| AKLQDERTVR |  | KICALDDNVC |  | MAFAGLTADA |  | RIVINRARVE |  | CQSHRLTVED |
| PVTVEYITRY |  | IASLKQRYTQ |  | SNGRRPFGIS |  | ALIVGFDFDG |  | TPRLYQTDPS |
| GTYHAWKANA |  | IGRGAKSVRE |  | FLEKNYTDEA |  | IETDDLTIKL |  | VIKALLEVVQ |
| SGGKNIELAV |  | MRRDQSLKIL |  | NPEEIEKYVA |  | EIEKEKEENE |  | KKKQKKAS   |

A: Аланін

C: Цистеїн

D: Аспарагінова кислота

E: Глутамінова кислота

F: Фенілаланін

G: Гліцин

H: Гістидин

I: Ізолейцин

K: Лізин

L: Лейцин

M: Метіонін

N: Аспарагін

P: Пролін

Q: Глутамін

R: Аргінін

S: Серин

T: Треонін

V: Валін

W: Триптофан

Кодований геном білок за функціями належить до гідролаз, протеаз, треонінових протеаз. 
Задіяний у такому біологічному процесі як взаємодія хазяїн-вірус. 
Локалізований у цитоплазмі, ядрі.